# Лимани (код Јерисоса)
Лимани (грч. Λιμάνι) је приморско насељено место у општини Аристотел у периферији Средишња Македонија, Грчка. Према попису из 2021. године било је без становника.
Насеље представља пристанште за мештане Јерисоса али и туристичко насеље. Први пут се помиње 1924. године са четири житеља, који су радили на пристаништу. Као туристичко насеље се помиње на попису из 1971. године са девет становника.